# Cleveland (Alabama)
Cleveland es un pueblo ubicado en el condado de Blount en el estado estadounidense de Alabama. En el censo de 2000, su población era de 1241. 

## Demografía
En el 2000 la renta per cápita promedia del hogar era de $ 37.037$ , y el ingreso promedio para una familia era de 40.298$. El ingreso per cápita para la localidad era de 16.857$. Los hombres tenían un ingreso per cápita de 27.228$ contra 19.667$ para las mujeres.

## Geografía
Cleveland está situado en 33°59′31″N 86°34′33″O / 33.99194, -86.57583 (33.992035, -86.576062).
Según la Oficina del Censo de los EE. UU., la ciudad tiene un área total de 6.93 millas cuadradas (17.94 km ²).